# FOXP2
FOXP2（Forkhead box protein P2）基因，即叉头框P2基因，是一个与言语功能的发育有关的基因。在人类，FOXP2基因為體染色體顯，位于7号染色体上。FOXP2基因在许多其它具有复杂发声、及发声学习能力的动物，例如鸣禽中，也有发现。该基因的异常在人类导致特定的先天性言语障碍。

## 表型
语言学家一般认为FOXP2不仅与言语运动控制有关，也与语法、语义等更高级的语言功能有关。其主要理由在于
- FOXP2异常同时导致语言理解困难；
- 通过脑功能成像(functional MRI of the brain)发现，患有FOXP2异常的病人在语言相关的皮层区域也有异常表现，而不局限于脑的运动系统。
- FOXP2在中樞神經系統發育過程中的轉錄主要存在於一系列神經在迴路中，包括基底核、丘腦、下橄欖和小腦。這些結構錯綜複雜地相互關聯，以促進與運動及語言相關的功能。

對KE家族的研究發現儘管某些案例有嚴重的言語和語言困難，但非語言能力接近人口平均。在KE家族中觀察到的伴隨語言和語法障礙可能是運動控制缺陷的次要後果。然而，運動和認知問題同時出現也同樣合理。人們越來越認識到，傳統上被認為純粹與運動相關的區域也有助於認知和複雜行為。

## FOXP2基因的发现
FOXP2 的基因的研究始於1996 年，當時倫敦兒童健康研究所的臨床醫生在治療一個患有嚴重言語和語言障礙的獨特家庭，「KE」家族。這個家族的一些成員患有遺傳性的言語障礙，且已有三代家族成員受到影響。
KE家族的研究一直是有關語言能力先天方面討論的核心，受影響的成員在精細口面部運動的選擇和排序方面存在嚴重障礙，而這些運動是發音所必需的（稱為發展性言語失用症）。此疾病的特徵還包括語言處理（例如將單字分解為組成音素的能力）和語法技能（包括單字變形和句法結構的產生和理解）多個方面的缺陷。
遺傳學家安東尼·摩納哥和西蒙·費雪，通過細菌人工染色體手段進行了定序，發現基因的變異發生在7號染色體上。在進行基因定序的同時，他們也找到了另一位患有這種先天性言語障礙但不屬於KE家族的病患。該患者的問題被稱為「CS」，該患者的與KE 家族的言語問題非常相似。其中兩條不同染色體末端的大片段互換了。涉及的染色體之一是 7 號染色體，並發現其斷點靠近 KE 家族涉及的區域。
在意識到KE家族和CS中的基因突變位置偶然相似後，研究團隊迅速採用顯微技術來縮小斷點範圍。他們發現了一個部分特徵化的基因，隨後將其命名為 FOXP2。

## 进化

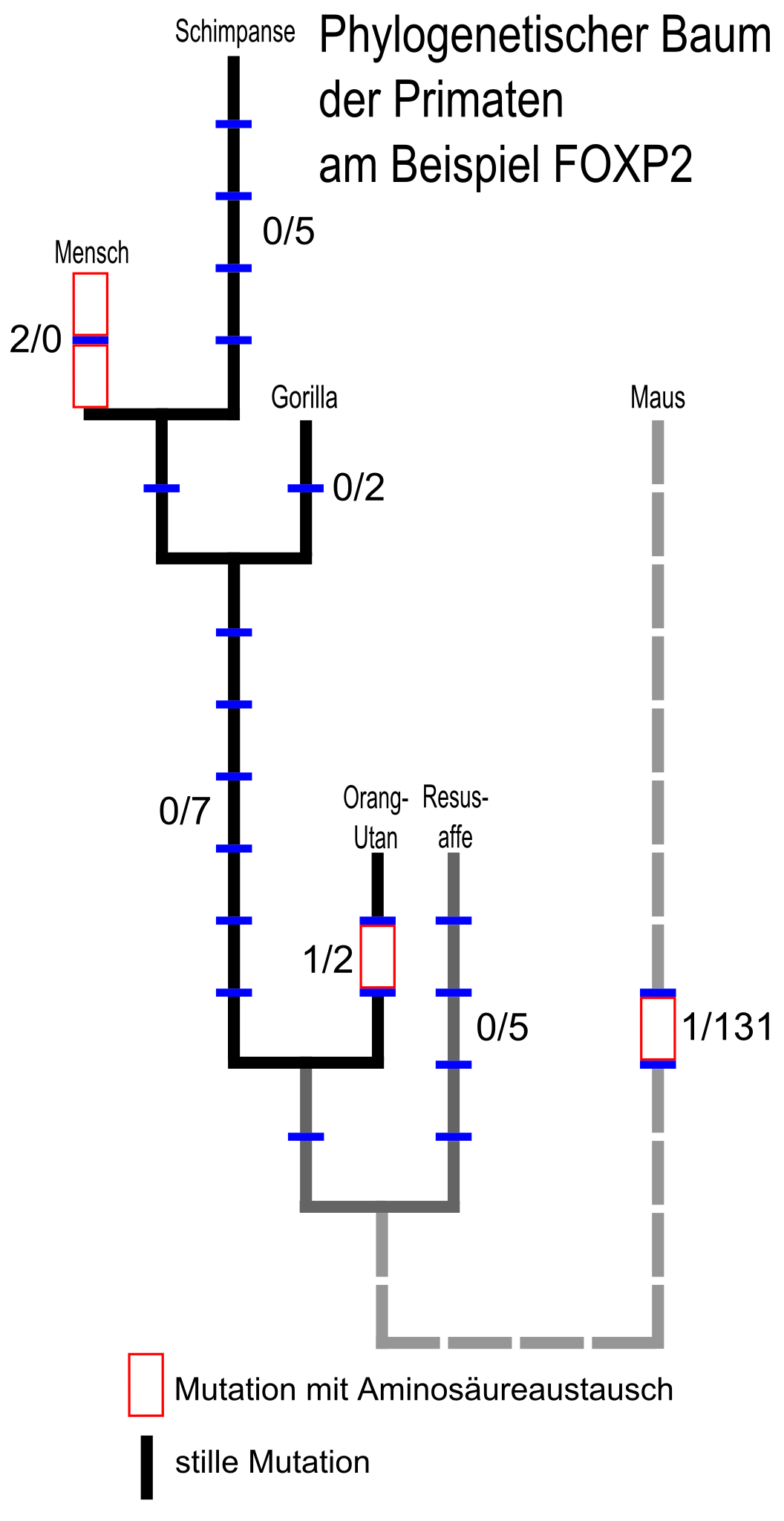
FOXP2基因在幾個不同物種間的核苷酸變異數量。紅色表示基因差異對應不同的胺基酸序列，灰色或黑色表示不影響胺基酸。

對人類、黑猩猩、大猩猩、紅毛猩猩、恒河猴和小鼠中編碼FOXP2蛋白的互補DNA進行了測序和比較後，發現FOXP2在哺乳動物基因體中是演化上最保守的5%蛋白質之一。黑猩猩、大猩猩和恒河猴的FOXP2蛋白彼此相同，僅攜帶一處與小鼠的差異以及與人類蛋白的兩處差異，而猩猩則攜帶兩處與小鼠的差異以及三處與人類的差異。